# Cranotettix
Cranotettix is een geslacht van rechtvleugeligen uit de familie doornsprinkhanen (Tetrigidae). De wetenschappelijke naam van dit geslacht is voor het eerst geldig gepubliceerd in 1955 door Grant.

## Soorten
Het geslacht Cranotettix  is monotypisch en omvat slechts de volgende soort:
- Cranotettix alpha (Grant, 1955)